# João Anaia
João Anaia (? - 1161) foi um nobre e prelado português.

## Biografia
D. João Anaia era filho de D. Anaia Vestrariz da Estrada, 1.° Senhor de Góis, e de sua mulher Ermesenda.
Foi 2.° Senhor de Góis e 6.° Bispo de Coimbra desde 1148, tendo sido deposto em 1154 ou 1155.